# 下索洛內
49°18′9″N 37°39′42″E / 49.30250°N 37.66167°E
下索洛內（烏克蘭語：Нижче Солоне）是位於烏克蘭東部的村莊，由哈爾科夫州伊久姆區的博罗瓦市镇負責管轄。該村始建於1720年，面積3.87平方公里，海拔高度83米，2001年人口408，人口密度每平方公里105.5人。